# Sainte-Croix-en-Bresse
Sainte-Croix-en-Bresse is een gemeente in het Franse departement Saône-et-Loire (regio Bourgogne-Franche-Comté) en telt 464 inwoners (1999).
Bij decreet van 24 februari 2020 werd de naam gewijzigd van Sainte-Croix in Sainte-Croix-en-Bresse. De plaats maakt deel uit van het arrondissement Louhans.

## Geografie
De oppervlakte van Sainte-Croix-en-Bresse bedraagt 20,8 km², de bevolkingsdichtheid is 22,3 inwoners per km².
De onderstaande kaart toont de ligging van Sainte-Croix-en-Bresse met de belangrijkste infrastructuur en aangrenzende gemeenten.

## Demografie
Onderstaande figuur toont het verloop van het inwonertal (bron: INSEE-tellingen).

## Geboren
- Waldeck Rochet (1905–1983), Frans communistisch politicus